# Chéri Samba
Chéri Samba of Samba wa Mbimba N’zingo Nuni Masi Ndo Mbasi (Kinto M’Vuila, 30 december 1956) is een kunstschilder uit Congo-Kinshasa. 

## Levensloop
Chéri Samba werd als oudste zoon geboren in een gezin met tien kinderen. Zijn vader was een smid en zijn moeder een boerin. In 1972 verliet hij op 16-jarige leeftijd het dorp om werk te vinden als reclameschilder in de hoofdstad Kinshasa.
In 1975 opende hij zijn eigen studio. In die tijd werd hij eveneens illustrator voor het entertainmentmagazine Bilenge Info. Rond deze tijd ontwikkelde hij zijn eigen stijl waarin hij schilderingen met tekst combineerde. Dit leverde hem lokaal bekendheid op.
In 1982 speelde hij een hoofdrol in de documentaire Kin Kiesse, waarin hij zijn gedachten geeft over het leven in Kinshasa. De documentaire werd in meerdere landen vertoond. Zijn internationale doorbraak kwam met zijn deelname aan de expositie Les Magiciens de la Terre in het Centre Georges Pompidou in Parijs in 1989.
Zijn werk werd verder getoond in andere exposities en bekende musea wereldwijd, waaronder de Biënnale van Venetië van 2007 en het Museum of Modern Art in New York. In 2005 werd hij bekroond met een Prins Claus Prijs.